# شهرک صنعتی سرمایه‌گذاری خارجی
شهرک صنعتی سرمایه‌گذاری خارجی (تبریز ۵) یکی از شهرک‌های صنعتی استان آذربایجان شرقی است که در ۱۷ کیلومتری شهر تبریز واقع شده‌است.

## درباره شهرک صنعتی سرمایه‌گذاری خارجی
طرح ایجاد و احداث اولین شهرک سرمایه‌گذاری خارجی کشور در تبریز در تیرماه سال ۸۲ به تصویب رسید و کار مطالعات و عملیات اجرایی احداث آن در سال ۸۳ آغاز شد. شهرک سرمایه‌گذاری خارجی در زمینی به مساحت ۲۶۰ هکتار در ۱۶۸ قطعه احداث‌شده و در ۱۷ کیلومتری تبریز قرار دارد.
این شهرک باهدف اشتغال‌زایی، انتقال فناوری، توسعه صنعتی استان آذربایجان شرقی و جلب سرمایه‌های خارجی طراحی و احداث‌شده است. در این شهرک ۱۴۲ میلیارد و ۴۹۴ میلیون تومان سرمایه‌گذاری انجام‌گرفته و تاکنون قرارداد واگذاری ۱۴۰ قطعه جمعاً به مساحت ۱۴۸ هکتار امضاءشده و ۵۵ واحد صنعتی نیز به بهره‌برداری رسیده است.
در شهرک سرمایه‌گذاری خارجی برای ۴۴۹۰ نفر شغل ایجادشده است و با بهره‌برداری از دیگر واحدهای صنعتی این میزان افزایش خواهد یافت. فاصله شهرک تا فرودگاه تبریز ۲۱ کیلومتر و تا راه‌آهن تبریز ۲۴ کیلومتر می‌باشد که یک مزیت و امتیاز مهم سرمایه‌گذاری، نسبت به سایر شهرک‌های موجود در کشور محسوب می‌شود.